# 光妙寺 (池田市)
光妙寺（こうみょうじ）は、大阪府池田市にある 浄土真宗本願寺派の寺院。山号は照耀山。

## 概要
元和元年（1615年）了嘉により光明寺として相生町（現在・都島区片町）に創建。寛文6年（1666年）光妙寺と改称。2005年（平成17年）現地に移転した。